# Homme invisible, pour qui chantes-tu ?
Pour les articles homonymes, voir L'Homme invisible.
Homme invisible, pour qui chantes-tu ? (titre original : Invisible Man) est un roman écrit par Ralph Ellison, le seul qu'il ait publié de son vivant (les autres sont posthumes). Il reçut pour ce roman le National Book Award en 1953. Le roman reprend beaucoup des questions intellectuelles et sociales auxquelles sont confrontés les noirs-américains au début du XXe siècle dont les mouvements nationalistes noirs, le rapport entre l'identité noire et le marxisme, et la politique réformiste de Booker T. Washington, ainsi que les questions d'identités individuelles et personnelles.
Il figure à la 19e place dans la liste des cent meilleurs romans de langue anglaise du XXe siècle établie par la Modern Library en 1998. Le magazine Time le classe également dans son classement des 100 meilleurs romans en langue anglaise de 1923 à 2005.